# 領事関係に関するウィーン条約
領事関係に関するウィーン条約（りょうじかんけいにかんするウィーンじょうやく、略称: ウィーン領事関係条約、英語: Vienna Convention on Consular Relations）とは、1963年、オーストリアの首都ウィーンで合意された国際条約で、多国間における領事機関の設置等について詳細に規定したもの。

## 日本に関連する問題
- 日本は1983年にウィーン領事関係条約に加入した[1]。2002年の瀋陽総領事館北朝鮮人亡命者駆け込み事件、2005年に発覚した上海総領事館員自殺事件では、同条約に抵触するか否かが問題となった。
- 2011年に韓国の首都ソウルにある日本大使館前に、2016年に在釜山総領事館（朝鮮語版）前に慰安婦像が設置された。慰安婦問題日韓合意とウィーン領事関係条約（韓国は1977年に加入済[1]）に基づき、韓国には慰安婦像撤去の義務があると日本政府は認識している。
- 2022年に在ウラジオストク日本国総領事館の領事を、ロシア連邦保安庁がスパイ容疑で拘束したことを公表した。ロシア外務省はこの後に、領事をペルソナ・ノン・グラータに指定して出国を求めたが、外交官を拘束して取り調べを行ったことから、日本政府は本条約及び日ソ領事条約への抵触であるとして抗議した[2][3]。

## 内容
- 第1条　定義
- 第1章　領事関係一般（第2条 - 第27条）
- 第2章　領事機関及び本務領事官その他の領事機関の構成員に係る便益、特権及び免除（第28条 - 第57条）
- 第3章　名誉領事官及び名誉領事官を長とする領事機関に関する制度（第58条 - 第68条）
- 第4章　一般規定（第69条 - 第73条）
- 第5章　最終規定（第74条 - 第79条）